# X-Mexil
X-Mexil är en ort i Mexiko.   Den ligger i kommunen Yaxcabá och delstaten Yucatán, i den östra delen av landet, 1 100 km öster om huvudstaden Mexico City. X-Mexil ligger 22 meter över havet och antalet invånare är 106.
Terrängen runt X-Mexil är mycket platt. Runt X-Mexil är det glesbefolkat, med 8 invånare per kvadratkilometer. Närmaste större samhälle är Chichén-Itzá, 17,6 km öster om X-Mexil. I omgivningarna runt X-Mexil växer i huvudsak lövfällande lövskog.